# Bent Larsen
Bent Larsen (Thisted, 4 marzo 1935 – Buenos Aires, 9 settembre 2010) è stato uno scacchista danese.
È considerato lo scacchista danese più forte di tutti i tempi e, prima dell'arrivo di Magnus Carlsen, lo stesso si diceva a proposito dell'intera Scandinavia. 
Sei volte campione di Danimarca, è stato tra i candidati del Campionato del mondo di scacchi in quattro occasioni: 1965, 1968, 1971 e 1977. Divenne Maestro Internazionale nel 1954 all'età di 19 anni e due anni dopo ottenne il titolo di Grande Maestro. 
Ha vinto tre tornei interzonali: Amsterdam 1964, Susa 1967 e Biel 1976. Durante la sua carriera ha vinto numerosi importanti tornei e nel 1967 ha conquistato il primo Oscar degli scacchi.
Dall'inizio degli anni settanta ha vissuto per parte dell'anno a Las Palmas e Buenos Aires, assieme alla moglie argentina, dove muore nel 2010 all'età di 75 anni per le conseguenze di un'emorragia cerebrale. La Federazione scacchistica danese ha subito annunciato l'organizzazione di un torneo di scacchi dedicato alla sua memoria.

## Carriera

### Gli inizi
Larsen ha rappresentato la Danimarca due volte nel Campionato del mondo juniores, nel 1951 a Birmingham (arrivando 5º) e nel 1953 a Copenaghen (8º).
Non terminò gli studi di Ingegneria civile, decidendo invece di diventare uno scacchista professionista. Nel 1954 all'età di 19 anni, diventò Maestro Internazionale, grazie alla sua performance da medaglia di bronzo in prima scacchiera alle Olimpiadi di Amsterdam. Vinse il primo dei suoi sei Campionati danesi nel 1954, ripetendosi nel 1955, 1956, 1959, 1963 e 1964.
Larsen sconfisse Friðrik Ólafsson in un match d'esibizione a Oslo nel 1955 4,5 a 3,5.
Vinse il torneo di Copenaghen del 1956 con il punteggio di 8 su 9.

### Giovane Grande Maestro
Larsen diventò Grande maestro nel 1956, dopo la performance da medaglia d'oro alle Olimpiadi di Mosca giocate in prima scacchiera.
Arrivò 1º-2º a pari merito ad Hastings 1956-57 assieme a Svetozar Gligorić con il punteggio di 6,5 su 9. Nel 1957 a Dallas ottenne 7.5 punti su 14, giungendo 3º-4º a pari merito (vincitori Gligorić e Samuel Reshevsky).
Nel torneo zonale di Wageningen (1957) si piazzò 3º-4º a pari merito con Jan Hein Donner (12,5 su 17). Erano disponibili unicamente 3 posti per la qualificazione, così i due giocatori dovettero disputare un play off: Larsen batté Donner 3 a 1 a L'Aia nel 1958 qualificandosi così per il suo primo Torneo interzonale (Portorose 1958). Larsen riuscì ad ottenere solo 8,5 punti sui 20 possibili, arrivando 16º e lontano dalla zona qualificazione.
Quello stesso anno però realizzò il suo primo importante successo individuale internazionale, vincendo il torneo di Mar del Plata, davanti a William Lombardy, Erich Eliskases, Oscar Panno, e Herman Pilnik.
Larsen ebbe un periodo di crisi a partire dall'Interzonale del 1958. Arrivò 5º-6º a pari merito nel forte torneo di Zurigo 1959 (9,5 su 15), dietro al vincitore Michail Tal' e a Gligoric, Paul Keres e ad un giovanissimo Bobby Fischer. Ma ottenne solo un 4º posto nel più abbordabile Zonale di Berg en Dal 1960 (5,5 su 9) e non si qualificò per l'Interzonale. Recuperò dividendo il primo posto con Borislav Ivkov al Corus del 1961 (7,5 su 9). Sempre nel 1961 arrivò 6º-7º a pari merito al torneo di Zurigo (vinto da Keres davanti a Tigran Petrosyan). A Mosca (1962) ottenne un 7º-11º posto (7,5 su 15) nel torneo che vide la vittoria di Jurij Averbach.

### Sfidante al titolo mondiale
All'incirca in questo periodo Larsen modificò il suo stile, passando in diverse sue partite ad aperture inusuali e rischiose, cercando di spiazzare i suoi avversari. Questo portò al recupero della sua forma e ad un ulteriore sviluppo della sua abilità scacchistica.
Arrivò 2º nello Zonale di Halle 1963 (13 su 19) dietro al vincitore Lajos Portisch, qualificandosi così per l'Interzonale dell'anno successivo. Il torneo di Belgrado 1964 lo vide piazzarsi 5º-6º (10 su 17, la vittoria andò a Boris Spasskij). Quello stesso anno divise il 5º-7º posto a Beverwijk (9,5 su 14, vincitori Keres e Nei). Le scelte inusuali in apertura di Larsen si videro abbondantemente nello Zonale di Amsterdam 1964, dove arrivò 1º-4º a pari merito con Boris Spasskij, Michail Tal' e Vasilij Smyslov, qualificandosi come Candidato al titolo.
Nel torneo dei Candidati del 1965 sconfisse Borislav Ivkov a Bled 5,5 a 2,5, ma fu sconfitto nella semifinale (sempre a Bled) da Michail Tal', già campione del mondo, per 4,5 a 5,5. Vinse il play off per le riserve, piazzandosi terzo nel Torneo dei candidati, contro Juchym Heller (5 a 4) a Copenaghen nel 1966. Nel 1967 vinse, con il ritiro di Fischer, l'Interzonale di Susa, battendo poi nel primo round Portisch per 5.5 a 4.5 a Parenzo (1968). A Malmö, però, perse la semifinale per 2.5 a 5.5 contro Boris Spasskij, il quale vinse poi il titolo.
Nel 1970 fu 2º dietro a Fischer nell'Interzonale di Palma di Maiorca, con 15 punti su 23. Raggiunse il suo massimo punteggio Elo all'inizio del 1971: 2660, terzo al mondo (assieme a Korčnoj) dietro a Fischer e Spasskij. Sconfisse Wolfgang Uhlmann 5.5 a 3.5 a Las Palmas nel 1971. Ma successivamente perse la semifinale dei Candidati per 0 a 6 contro Fischer: anch'egli, come Spasskij nel 1969, vincerà poi il titolo.
Anni dopo Larsen dichiarò in un'intervista su Kasparov.com (1988) che l'andamento a senso unico di questa sua sconfitta fu in parte dovuto alle sue condizioni durante il match: "Gli organizzatori scelsero il momento sbagliato per questa sfida. Ero debilitato dal caldo e Fischer era meglio preparato a quelle circostante eccezionali ... Vedevo i pezzi attraverso una foschia e, di conseguenza, il mio livello di gioco non era buono."
Nel 1973 non riuscì a superare gli Interzonali di Leningrado: arrivò 5º-6º a pari merito con 10 punti su 17 (il torneo fu vinto da Anatolij Karpov e Viktor Korčnoj). Nel 1976 vinse l'Interzonale di Biel, ma al primo turno del torneo dei Candidati a Rotterdam perse, una rivincita del loro incontro del 1968, contro Portisch per 3.5 a 6.5.
Nell'Interzonale di Riga del 1979 Larsen ottenne 10 punti su 17, arrivando al 7º posto e non qualificandosi per il torneo dei Candidati.

### Il successo nei tornei (1965-1973)
A partire dalla metà degli anni '60 Larsen godette di ottimi risultati nei maggiori tornei del mondo, diventando assieme a Fischer il più forte giocatore non sovietico. Giocò in molti tornei di alto livello, finendo ripetutamente davanti all'élite dei giocatori dell'Unione sovietica. Vinse a Le Havre 1966 (9 su 11) davanti a Paluhaeŭski. A Santa Monica 1966 si piazzò 3º dietro a Spasskij e Fischer. Vinse il Capablanca Memorial dell'Avana 1967 con un notevole 15 su 19, davanti a un forte gruppo di avversari che comprendeva Mark Tajmanov, Smyslov, Paluhaeŭski, Gligorić e Miroslav Filip. Arrivò 2º-3º a pari merito a Dundee 1967(5.5 su 8) dietro a Gligorić. A Beverwijk 1967 fu 4º con 8.5 su 11 (vittoria di Spasskij). Monte Carlo 1967 lo vide piazzarsi 3º-4º (6 su 9) alle spalle di Fischer e Juchym Heller. Assieme a Klaus Darga vinse a Winnipeg con il punteggio di 6 su 9, precedendo Spasskij e Keres. Successivamente andò a vincere a Palma di Maiorca 1967 con 13 su 17, davanti a Smyslov, Michail Botvinnik, Portisch, Gligorić e Borislav Ivkov. Il 1967 gli fruttò anche l'assegnazione del primo Oscar degli scacchi.
Cosa abbastanza rara per i tardi anni '60, Larsen, uno dei giocatori di più alto livello al mondo, a volte partecipò a grandi tornei Open utilizzanti il Sistema svizzero, e ottenne numerosi successi. Vinse il Campionato canadese Open a Toronto 1968 e a Saint John's 1970. Vinse anche il Campionato USA open ad Aspen nel 1968, bissando a Boston nel 1970.
Larsen divise il 2º-3º posto con Spasskij a Palma di Maiorca 1968 con 13 su 17 (vittoria di Korčnoj). Vinse a Monte Carlo 1968 (9.5 su 13) davanti a Botvinnik, Smyslov, Vlastimil Hort, Robert Byrne, Portisch e Pál Benkő. Sconfisse Heikki Westerinen 6 a 2 in un match d'esibizione a Helsinki.
Il play off per il terzo posto nel Torneo dei Candidati del 1969 lo vide sconfiggere Tal' a Eersel con il punteggio di 5.5 a 2.5 (una rivincita del loro incontro del 1965).
Vinse ancora a Palma di Maiorca 1969 con 12 su 17, precedendo Petrosyan, Korčnoj, Hort e Spasskij. Lo stesso anno vinse a Büsum con 11 su 15, davanti a Paluhaeŭski. A San Juan, sempre nel 1969, giunse 6º-7º con 9 su 15, mentre la vittoria fu di Spasskij. Vinse a Lugano 1970 con 9.5 su 14 davanti a Ólafsson.
Nel match URSS contro il Resto del Mondo di Belgrado 1970 Larsen giocò sulla prima scacchiera del Resto del Mondo, davanti a Fischer, e ottenne 2,5 punti su 4 contro Spasskij e Leonid Štejn.
A Leida 1970 arrivò 3º-4º a pari merito con 5.5 su 12 (vittoria di Spasskij). A Solingen (1970) sconfisse in un match d'esibizione Lubomir Kavalek per 6 a 2. Vinse a Vinkovci 1970 con 10.5 su 15, precedendo David Bronštejn, Hort e Gligorić. A Palma di Maiorca 1971 si piazzò 6º-7º con 9 su 15, il torneo fu vinto da Panno e Ljubomir Ljubojević. Se a San Antonio 1972 ottenne solo 8.5 su 15, giungendo 8º-9º a pari merito (vinsero Portisch, Petrosyan e Anatolij Karpov), si poté rifare a Teesside quello stesso anno, vincendo con 11 su 15 davanti a Ljubojević e Portisch. Il torneo di Las Palmas 1972 lo vide giungere 2º-3º con 11 su 15, dietro a Portisch.
Larsen vinse il torneo di Hastings 1972-73, precedendo Wolfgang Uhlmann. Dopo il 4º posto (6 su 9) di Bauang il 1973 gli fruttò le vittorie al campionato nordico a Grenaa (8.5 su 10) e a Manila (12.5 su 15, davanti a Ljubojević e Kavalek).
Nel 1973 vinse anche la seconda edizione del fortissimo World Open di Filadelfia.

### Performance olimpiche
Larsen ha rappresentato la Danimarca 6 volte in ambito olimpico, sempre in prima scacchiera, ottenendo un totale di 75 su 109 (61 vittorie, 28 patte e 20 sconfitte), per una percentuale utile di 68,8 secondo olimpbase.org. Ha sempre giocato un grande numero di partite, quasi tutti i turni, e ha vinto tre medaglie, un oro e due bronzi.
- Amsterdam 1954, prima scacchiera, 13.5 su 19 (+11 =5 -3), medaglia di bronzo personale.
- Mosca 1956, prima scacchiera, 14 su 18 (+11 =6 -1), medaglia d'oro personale.
- Monaco 1958, prima scacchiera, 13 su 19 (+11 =4 -4)
- L'Avana 1966, prima scacchiera, 11 su 18 (+9 =4 -5)
- Lugano 1968, prima scacchiera, 10.5 su 18 (+8 =5 -5)
- Siegen 1970, prima scacchiera, 13 su 17 (+11 =4 -2), medaglia di bronzo personale.

### La tarda carriera
Nel 1988 perse una partita contro Deep Thought nel Campionato della Software Toolworks, diventando il primo Grande Maestro (e all'epoca il giocatore con il punteggio Elo più alto: 2560) ad essere sconfitto da un computer in una partita di un torneo.
Larsen ha continuato a giocare occasionalmente in tornei sino alla fine. Nel 1999 si è piazzato 7º su 10 nel campionato danese, ma durante l'edizione del 2000 è stato costretto a ritirarsi quando è stato vittima di un grave edema che fu necessario operare. Da allora ha giocato principalmente solo in pochi tornei a Buenos Aires. È arrivato 4º nel Najdorf Memorial del 2002.
A gennaio 2009 il suo punteggio Elo nella lista FIDE era di 2415.

### Stile e opere
Larsen è noto come un giocatore riflessivo e notevolmente fantasioso, più incline di molti dei suoi contemporanei a provare idee eterodosse e prendere rischi. Questo aspetto del suo gioco si può notare sin dalle sue scelte in apertura. «Crede fermamente nel valore della sorpresa. Conseguentemente a volte si affida a varianti dubbie in diverse aperture. Ama anche le posizioni complicate, anche quando richiedono rischi considerevoli. Ha grande fiducia nel suo gioco e non teme nessuno. Il suo stile unico si è dimostrato estremamente produttivo contro avversari relativamente deboli, ma non è stato molto efficace contro i migliori».
È uno dei pochissimi Grandi Maestri ad aver adottato l'apertura Bird (1. f4) con una certa regolarità e la mossa di apertura 1. b3, l'apertura Larsen, a volte chiamata attacco Nimzo-Larsen in suo (e di Aaron Nimzowitsch) onore.
Ha giocato la Difesa Olandese con successo in un tempo in cui era rara agli alti livelli.
Ha dato nuova linfa alla piuttosto rara Partita di alfiere (1.e4 e5 2.Ac4) nel 1964.
È stato anche il primo giocatore di alto livello ad utilizzare con successo l'attacco Gran Prix contro la Difesa Siciliana (1.e4 c5 2.f4), aumentandone la popolarità.
A metà degli anni '60 era uno dei pochissimi giocatori d'élite ad affidarsi alla Difesa Alekhine (1.e4 Cf6 ) in occasioni importanti.
Ha utilizzato la Difesa Scandinava (1.e4 d5) per sconfiggere il campione del mondo Anatolij Karpov nel 1979, rinnovando l'interesse nella variante.
Una delle linee principali della Difesa Caro-Kann (1.e4 c6 2.d4 d5 3.Cc3 dxe4 4.Cxe4 Cf6 5.Cxf6+ gxf6) porta il suo nome assieme a quello di David Bronštejn.
Ha usato la Difesa Grünfeld (1.d4 Cf6 2.c4 g6 3.Cc3 d5) con successo, ma ha anche utilizzato strutture tipiche di questa apertura con i bianchi ed è stato coautore (con Steffen Zeuthen) del libro di enorme successo del 1979 su questa apertura e strutture simili: ZOOM 001 -- Zero Hour for Operative Opening Models.
Il suo libro di 50 Partite scelte (1968) è rinomato per le sue note precise ed argute, in cui tratta della psicologia negli scacchi e dell'uso di aperture rare in maniera vista raramente tra i massimi giocatori. È stato uno dei sette Grandi Maestri d'élite che hanno scritto gli ottimi capitoli del libro del 1974 How to Open a Chess Game, tradotto in italiano col titolo I segreti delle aperture.
È rispettato come un eccellente scrittore che riesce a comunicare con i suoi lettori.
Larsen ha sconfitto tutti i sette Campioni del Mondo che hanno ottenuto il titolo tra il 1948 e il 1975: Michail Botvinnik, Vasilij Smyslov, Michail Tal', Tigran Petrosyan, Boris Spasskij, Bobby Fischer e Anatolij Karpov.

## Partite notevoli
- Bent Larsen - Boris Spasskij, Amsterdam Interzonal 1964, Apertura Bird (A03), 1-0 Larsen ha giocato con successo aperture inusuali in questo torneo, e qui ne usa una per battere uno dei sovietici migliori per riuscire a vincere il torneo.
- Svetozar Gligorić - Bent Larsen, Zagreb 1965, Difesa Siciliana, Variante Scheveningen (B83), 0-1 Gligoric lancia un attacco minaccioso, ma il danese trova una difesa ispirata contro il più forte giocatore iugoslavo dell'epoca.
- Bobby Fischer - Bent Larsen, Santa Monica 1966, Ruy Lopez, Variante Aperta (C82), 0-1 Benché Larsen abbia uno score negativo contro Fischer, lo batté due volte con il Nero. Qui Fischer ha una posizione promettente, ma un errore di calcolo viene punito drasticamente dal contrattacco di Larsen. Di seguito è trascritta la partita in notazione algebrica:

Robert Fischer - Bent Larsen (Santa Monica, 1966)
1.e4 e5 2.Cf3 Cc6 3.Ab5 a6 4.Aa4 Cf6 5.O-O Cxe4 6.d4 b5 7.Ab3 d5 8.dxe5 Ae6 9.c3 Ac5 10.Cbd2 O-O 11.Ac2 Af5 12.Cb3 Ag4 13.Cxc5 Cxc5 14.Te1 Te8 15.Ae3 Ce6 16.Dd3 g6 17.Ah6 Ce7 18.Cd4 Af5 19.Cxf5 Cxf5 20.Ad2 Dh4 21.Df1 Cc5 22.g3 Dc4 23.Dg2 Cd3 24.Axd3 Dxd3 25.Ag5 c6 26.g4 Cg7 27.Te3 Dd2 28.b3 b4 29.Dh3 bxc3 30.Dh6 Ce6 0-1
- Bent Larsen - Tigran Petrosyan, Santa Monica 1966, Difesa Siciliana, Variante del dragone accelerato, 1-0 Larsen utilizza un sacrificio di regina per sconfiggere il Campione del mondo.
- Michail Tal' - Bent Larsen, Eersel 1969, match game 6, Difesa siciliana, Variante Richter-Rauzer (B65), 0-1 Larsen era considerato pericoloso con i Neri, qui mostra ad un ex Campione del mondo perché.
- Michail Botvinnik - Bent Larsen, Leida 1970, Difesa Olandese, Variante Classica (A90), 0-1 Un altro ex campione del mondo battuto in un lungo finale.
- Bobby Fischer - Bent Larsen, Palma di Maiorca Interzonale 1970, Difesa Siciliana, Attacco Velimirović (B89), 0-1 Larsen sorprende Fischer, allora quasi invincibile, con un'innovazione in apertura e gioca una partita quasi perfetta per ottenere la vittoria.
- Anatolij Karpov - Bent Larsen, Montreal 1979, Difesa Scandinava (B01), 0-1 Larsen usa una rara apertura contro il campione del mondo ed è ricompensato dal successo.